# Bing Sings Whilst Bregman Swings
Bing Sings Whilst Bregman Swings è un album in studio del cantante e attore statunitense Bing Crosby, pubblicato nel 1956.

## Tracce
Side 1
1. The Song Is You – 3:55 (Oscar Hammerstein II, Jerome Kern)
2. Mountain Greenery – 3:38 (Richard Rodgers, Lorenz Hart)
3. Cheek to Cheek – 4:02 (Irving Berlin)
4. 'Deed I Do – 2:51 (Walter Hirsch, Fred Rose)
5. Heat Wave – 3:01 (Irving Berlin)
6. Blue Room – 2:23 (Richard Rodgers, Lorenz Hart)

Side 2
1. Have You Met Miss Jones? – 2:30 (Richard Rodgers, Lorenz Hart)
2. I've Got Five Dollars – 3:15 (Richard Rodgers, Lorenz Hart)
3. They All Laughed – 2:42 (George Gershwin, Ira Gershwin)
4. Nice Work If You Can Get It – 2:36 (George Gershwin, Ira Gershwin)
5. September in the Rain – 2:58 (Al Dubin, Harry Warren)
6. Jeepers Creepers – 2:33 (Johnny Mercer, Harry Warren)